# Wartislaw IX van Pommeren
Wartislaw IX (ca. 1400 - Wolgast, 17 april 1457) was een Pommerse hertog uit de Greifendynastie. Hij regeerde van 1405 tot zijn dood als hertog van Pommeren-Wolgast. Omdat hij bij zijn aantreden nog minderjarig was, stond hij tot 1417 onder voogdij. In 1425 verdeelden Wartislaw, zijn jongere broer en zijn twee neven het hertogdom Wolgast onder elkaar. Hij stond Barth en Rügen af aan zijn neven en behield samen met zijn jongere broer het gebied rond Wolgast. Na hun overlijden in 1451 kon hij alle gebieden weer onder zijn heerschappij verenigen. Hij werd opgevolgd door zijn zoons Erik II en Wartislaw X.

## Biografie
Wartislaw IX was de oudste zoon van hertog Barnim VI. Zijn vader overleed in 1405 aan de pest. Zijn oom Wartislaw VIII nam als zijn voogd het bestuur van het hertogdom Wolgast op zich. Toen Wartislaw VIII in 1415 overleed was Wartislaw IX nog minderjarig. De regering kwam in handen van een regentschapsraad, die bestond uit een aantal leden van de Staten en hertogin Agnes van Saksen-Lauenburg, de weduwe van Wartislaw VII. 
In 1417 werd Wartislaw meerderjarig en werd hij zelf voogd voor zijn jongere broer Barnim VII en zijn twee neven, Barnim VIII en Swantibor II. 

## Huwelijk en kinderen
Wartislaw IX trouwde rond 1420 met Sophia, een dochter van Erik IV van Saksen-Lauenburg. Ze kregen vier kinderen:
- Elisabeth, abdis van Bergen (ca. 1420 - 1473)
- Erik II (ca. 1425 - 1474)
- Wartislaw X (ca. 1435 - 1478)
- Christoffel (ca. 1449 - ?), jong gestorven